# Кукольный домик Петронеллы Ортман
Кукольный домик Петронеллы Ортман (нидерл. Poppenhuis van Petronella Oortman) — кукольный домик работы неизвестного мастера. Создан приблизительно между 1686 и 1710 годами в Амстердаме. Хранится в коллекции Государственного музея, Амстердам (ин. номер BK-NM-1010).

## Описание
Ранее этот кукольный домик принадлежал жене богатого купца Петронелле Ортман (1656—1716), который она заказала между 1686 и 1690 годами. В 1716 году домик унаследовала Гендрина Брандт; затем в 1743 году он был унаследован Яном Брандтом. В 1821 году выкуплен нидерландским государством. Приобретен музеем в 1875 году. Домик Ортман был известен на весь мир. Посетители со всех уголков мира, среди которых был и Захарий фон Уффенбах из Германии, приезжали полюбоваться им.
Домик полностью обставлен мебелью. Каждый предмет изготовлен с исключительной точностью, всегда в масштабе 1:9, и создан из того же материала, из которого он был бы изготовлен, будь он стандартного размера. В работе над домиком приняло участие большое количество мастеров: художников, резчиков по дереву, производителей мебели, корзинщиков, мастеров серебряного дела, стеклодувов, переплетчиков. Они создали около 7000 объектов для домика, оригиналы которых в реальном размере почти не сохранились. Кукольный домик изображает интерьер дома богатой семьи и их хозяйство в конце XVII века.
Для того чтобы обставить свой домик мебелью, Петронелла Ортман заплатила за это такую сумму денег, которой было бы достаточно, чтобы купить дорогой дом на одном из каналов. Снаружи домик облицован панцирем черепахи и инкрустирован оловом, что также стоило дорого.
Дом имеет три этажа:
- На первом этаже — кухни, одна для использования, вторая для демонстрации, а также комната для шитья и библиотека. На кухне находилась лучшая кухонная утварь, которую не использовали для трапез или приготовления пищи. Всю западную часть занимает сервант с красиво расставленным фарфором. Этот фарфор был привезен из Китая и Японии. Большая часть фарфора покупалась в Голландской Ост-Индийской компании, которая начала торговать предметами для кукольных домиков, начиная с момента их появления. Такая посуда изготавливалась на заказ. На полках ниже стоит стеклянная посуда. Кроме этого, здесь находится детский сервант, а на столе подушка для шитья.
- Второй этаж самый важный, поскольку здесь размещается самая дорогая комната в домике, салон, который предназначался исключительно для приема гостей. Стены салона полностью украшены пейзажами, а на потолке изображено небо в облаках. Как было принято в те времена, стулья выставлялись вдоль стены. Но в середине расположены два стула для игры в трик-трак. Фарфоровые горшки — это плевательницы для табачного сока. Стулья в салоне разработаны более тщательно, чем стулья в других комнатах.
- На чердачном этаже размещается помещение для прислуги. Здесь находится бельевая комната и помещение для торфа. В бельевой комнате развешивали бельё, которое возвращали из прачечной. Здесь висят веревки, стоит пресс для глажки, корзины для белья и поднос для одежды. Утюги, стоящие на столе, изготовлены из латуни с железной пластиной для глажки и деревянной ручкой. Раскаленный древесный уголь клали внутрь утюга. Когда утюгом не пользовались, он стоял на этажерке. В задней части находятся спальни для служанок, каждая с кроватью-коробкой, стулом и ночным горшком. Кроме этого, здесь размещается и детская комната. Детская комната полностью отделана жёлтым шёлком, декорированным голубыми лентами. Повсеместное использование одной и той же ткани было характерным для конца XVII века. Кровать представляет собой «павильонную кровать», которая так называется из-за балдахина, свисающего над ней с потолка. В шкафу находится детская одежда.